# 서울 안양암 칠성도
서울 안양암 칠성도(서울 安養庵 七星圖)은 서울특별시 종로구 창신동, 안양암에 있는 일제강점기의 칠성도이다. 2004년 9월 30일 서울특별시의 문화재자료 제21호로 지정되었다.

## 지정 사유
금륜전 치성광여래 뒤에 모셔진 이 그림은 1930년 고산(古山)․보응(普應)․학송(鶴松)․다각(茶角) 등의 화승(畵僧)에 의해 제작되었다.
중앙의 치성광여래(熾盛光如來)를 중심으로 좌우에 일광보살과 월광보살이, 주변에는 성군(星群)과 각종 권속들이 배치되어 있다. 특히 19세기 이후의 칠성도에는 정수리가 높게 솟은 노인성(老人星)이 표현되는데, 이 그림에는 좌측 상단에도 노인성이 보인다. 중앙의 치성광불은 머리에 중심계주와 정상계주가 표현되어 있으며, 주변의 오색광배와 7구의 화불(化佛)이 특징적이다.
그림 하단 좌우에는 다음과 같은 화기가 남아 있다.
<오른쪽>
佛紀二千九百五十一年 甲子元月日昌信

洞安養庵 奉安緣化所 證明 海峰 會主 性月

持殿 蓮心 誦呪 錦雨 金魚 古山 普應 鶴松

茶角 供司 李地藏 監督 金正因 住持 化主 李太俊

施主 乾命乙巳生金昌烈 乾命壬戌生金百善

信女丁巳生金氏樂善行 坤命乙未生金氏 坤命戊戌生

金一貞 乾命丙申生金眞燮 童子戊申生 李定相

童子乙卯生李春相 童子 車德相 車得相 車永相

坤命 林德卿 白氏大戒成 金東淑

<왼 쪽>
施主記 淸信女乙酉生 李氏□德行

淸信女甲戌生 金氏悟眞行 淸信女壬戌生 李氏觀音行

淸信女丙子生 李氏大願行 乾命壬戌生 安世唯

坤命乙未生 金氏萬壽華 淸信女閔氏 子金榮弼

子婦乙巳生 金氏 信女壬辰生 金氏大德行 子癸未生

盧□□ 信女李氏 仁德心 信女壬戌生 林氏大慈行

子庚寅生 金柱奎

얼굴 표현에서 수염 하나하나까지도 세밀하게 묘사한 점이 돋보이고 20c 전기 칠성탱의 특징을 알 수 있게 한다는 점에서 문화재자료로 지정한다.

## 참고 자료
- 안양암 칠성도 - 국가유산청 국가유산포털